# 682
682 (DCLXXXII) je bilo navadno leto, ki se je po julijanskem koledarju začelo na sredo.

## Dogodki
- 1. januar

## Rojstva
- Klodvik IV., frankovski kralj († 695)